# Петрушів
Петруші́в — село в Україні у Закарпатській області, Тячівському районі. Населення — 2687 осіб (2001 рік). Входить до складу Нересницької сільської громади. 
На заході Петрушів межує з селом Терново, на півночі — з Вишоватим, на сході — з Печерою, на півдні — з Грушово. Село розташоване вздовж невеликої річки (завдовжки бл. 8 км, ліва притока Тересви) та її приток.  
Соколівка
Соколівка - колишнє село в Україні, в Закарпатській області.
Обєднане з селом Петрушів рішенням облвиконкому Закарпатської області №155 від 15.04.1967
Перша згадка в кінці ХІХ століття.
Забудова переважно нерегулярна, чимало домів зведено на стрімких схилах довколишніх пагорбів, на значній відстані одні від одних, в оточенні садів та лісів. Дороги ґрунтові, вистелені гравієм (шутром). Село газифіковане в 2008—2010 роках. Діє восьмирічна школа, церква, кілька крамниць.

## Населення

### Мова
Розподіл населення за рідною мовою за даними перепису 2001 року:
| Мова            | Кількість | Відсоток |
| --------------- | --------- | -------- |
| українська      | 2633      | 97.99%   |
| румунська       | 28        | 1.04%    |
| російська       | 23        | 0.86%    |
| білоруська      | 2         | 0.07%    |
| інші/не вказали | 1         | 0.04%    |
| Усього          | 2687      | 100%     |

## Релігія
храм св. Петра і Павла. 1997.
Першою релігійною спорудою села була восьмигранна зрубна дзвіниця під шатровим верхом, що перестала існувати після спорудження на її місці православної церкви.
Греко-католицька громада відродилася в 1994 р. Традиційну базилічну церкву почали будувати восени 1995 p., коли залили фундамент. Освятили споруду влітку 1997 р. На вежі встановили три дзвони. Вів будівництво Омелян Церкувник, столярну роботу забезпечив Юрій Гайналій, а ікони до іконостаса намалював Василь Романів.
храм св. великомученика Дмитра. Початок 1980-х років.
Першою релігійною спорудою в селі була кругла (можливо, восьмистінна) дерев’яна каплиця під шатровим дахом, вкритим драницями.
На початку 1980-х років під виглядом реконструкції каплиці люди взялися за спорудження мурованої церкви. Про це дізналося місцеве радянське начальство і в село відрядили трактор для зруйнування забороненої споруди. Люди врятували церкву, загородивши дорогу до неї. Згодом церкву добудували. Невелика базилічна споруда отримала восьмистінну вежу з шоломоподібною главою та дві малі вежки обабіч головної.
Поряд спорудили дерев’яну дзвіницю з традиційним опасанням та шатровим верхом, а вхід прикрашають теж традиційні дерев’яні ворота під дашком.

## Туристичні місця
- храм св. Петра і Павла. 1997.
- храм св. великомученика Дмитра
- водоспад Вишоватський Великий водоспад. Його висота сягає 14 метрів.
- Вишоватський середній водоспад у 10 метрів заввишки.
- Малий Вишоватський водоспад висотою всього 2 метри. Розташовані ці водограї на потоці Вишоватий, який бере початок з-під гори Черешня і впадає у річку Тересва.
- В урочищі, де розташовані водоспади (місцеві називають його Кичери), можна побачити ще одну пам’ятку природи – старезну і височезну липу. 
Неподалік облаштоване джерело питної води, звідки беруть воду сельчани і подорожні.
Місцеві мешканці розповідають, що перші поселенці села використовували водоспад для спуску дерев з гір. Його ще називали «повзалом».
За легендою, у давнину водою з водограю вмивались дівчата, щоб стати вродливими. А на Івана Купала саме тут шукали опівночі заповітну квітку папороті.
Звісно, найефектніше водоспад виглядає навесні, у період танення снігів, або ж дощової осені. Але в будь-яку пору навколишня місцина зустріне цілющим повітрям, свіжою прохолодою зеленого лісу, співом пташок. Тож сюди неодмінно захочеться повернутися ще і ще раз.  

## Водоспад Вишоватий
- водоспад Вишоватський Великий, Вишоватський середній водоспад, Малий Вишоватський водоспад 
Місцеві мешканці розповідають, що перші поселенці села використовували водоспад для спуску дерев з гір. Його ще називали «повзалом».
За легендою, у давнину водою з водограю вмивались дівчата, щоб стати вродливими. А на Івана Купала саме тут шукали опівночі заповітну квітку папороті.

Звісно, найефектніше водоспад виглядає навесні, у період танення снігів, або ж дощової осені. Але в будь-яку пору навколишня місцина зустріне цілющим повітрям, свіжою прохолодою зеленого лісу, співом пташок. Тож сюди неодмінно захочеться повернутися ще і ще раз. 